# りょう (女優)
りょう（Ryo、1973年〈昭和48年〉1月17日 - ）は、日本の女優、ファッションモデル。旧芸名、涼（読み同じ）。本名、宮田 ゆみ子（みやた ゆみこ）、旧姓、佐藤（さとう）。
埼玉県鳩ヶ谷市（現：川口市）出身。研音所属。夫はBRAHMANのTOSHI-LOW。東京都立大山高等学校卒業。

## 経歴
15歳の時に原宿でスカウトされ、高校卒業後、モデル活動を開始。「涼しげな女性」に憧れていたという理由から当初は「涼」という芸名で活動し、間もなく「りょう」に変える。
1996年の『ロングバケーション』で女優活動を開始し、後に『ラストクリスマス』や『サプリ』に出演する。歌手活動も行う。
2003年4月1日に、TOSHI-LOWと結婚し、2005年7月27日に3400gの男児を出産した。2012年4月14日、第2子となる2506gの次男を出産した。

## 人物
- 4人兄弟の3番目（兄2人、弟1人）で、子どもの頃から男の子っぽかったという。
- バナナマンのファン。彼らのライブを見てファンになり、『30minutes』で共演し仲良くなったそうで、その後も何度かバラエティ番組などで共演している。最初、日村とメル友になったが、どちらかといえば設楽の方が好きで設楽とメル友になりたかったと語っている。本人曰く「恥ずかしくてアドレスが聞けなかった」[1]。現在は設楽ともメル友となり親しくしている[2]。設楽もりょうのファンで好きな女性のタイプを聞かれると「りょうさんのようにシュッとした方」と答えている[3]。
- 肉食系女子を自称している。

## 出演

### テレビドラマ
| 放映年 | タイトル                                                         | 役名               | 備考                    | 放映局                      |
| ------ | ---------------------------------------------------------------- | ------------------ | ----------------------- | --------------------------- |
| 1996年 | ロングバケーション                                               | 氷室ルミ子         | 女優デビュー            | フジテレビ                  |
| 1996年 | 新・木曜の怪談 「サイボーグ」                                    | アミ               |                         | フジテレビ                  |
| 1997年 | 恋のバカンス                                                     | 須藤優紀           |                         | 日本テレビ                  |
| 1997年 | フェイス                                                         | 月島彩             | 女優として 本格的に始動 | フジテレビ                  |
| 1998年 | 愛しすぎなくてよかった                                           | 高沢なつみ         |                         | テレビ朝日                  |
| 1999年 | 女医                                                             | 劉玉麗             |                         | 日本テレビ                  |
| 1999年 | ナオミ                                                           | 甲斐奈緒美         |                         | フジテレビ                  |
| 2000年 | ラブコンプレックス                                               | 柊サダ             |                         | フジテレビ                  |
| 2001年 | HERO                                                             | 遠野かおる         | 第9話ゲスト             | フジテレビ                  |
| 2002年 | 人にやさしく                                                     | 日向憂             |                         | フジテレビ                  |
| 2002年 | バベル〜The Tower of Babel〜                                     | 木崎薫             |                         | BSフジ                      |
| 2002年 | 眠れぬ夜を抱いて                                                 | 美琳               |                         | テレビ朝日                  |
| 2002年 | 怪談百物語                                                       | かぐや姫           |                         | フジテレビ                  |
| 2002年 | 演技者。                                                         | ミツキ             |                         | フジテレビ                  |
| 2003年 | メッセージ〜言葉が裏切っていく〜                                 | 永瀬江里           |                         | 日本テレビ                  |
| 2003年 | あなたの人生お運びします!                                        | 高木まり子         | 第5話ゲスト             | TBS                         |
| 2004年 | 僕と彼女と彼女の生きる道                                         | 大山可奈子         |                         | フジテレビ                  |
| 2004年 | 離婚弁護士                                                       | 黒澤千里           | 第5話ゲスト             | フジテレビ                  |
| 2004年 | 一番大切なデート 東京の空・上海の夢                              | 坪内恵美           |                         | TBS                         |
| 2004年 | 金曜エンタテイメント 八つ墓村                                    | 田治見春代         |                         | フジテレビ                  |
| 2004年 | ラストクリスマス                                                 | 柴田幸子           |                         | フジテレビ                  |
| 2006年 | 時効警察                                                         | 冴島翠             | 第9話ゲスト             | テレビ朝日                  |
| 2006年 | トップキャスター                                                 | 保阪智世           | 第5話ゲスト             | フジテレビ                  |
| 2006年 | 7人の女弁護士                                                    | 川口祥子           | 第9話ゲスト             | テレビ朝日                  |
| 2006年 | ドラマ・コンプレックス ウィルスパニック2006夏〜街は感染した〜    | 堂本房代           |                         | 日本テレビ                  |
| 2006年 | サプリ                                                           | 田中ミズホ         |                         | フジテレビ                  |
| 2006年 | 八月の虹                                                         | レイ               |                         | TBS                         |
| 2007年 | セクシーボイスアンドロボ                                         | ZI（享子）         | 第6話ゲスト             | 日本テレビ                  |
| 2007年 | 死ぬかと思った                                                   |                    | Case08「出ない女」      | 日本テレビ                  |
| 2007年 | きらきら研修医                                                   | 木下みかこ         |                         | TBS                         |
| 2007年 | はだしのゲン                                                     | 林清子             |                         | フジテレビ                  |
| 2007年 | 医龍-Team Medical Dragon-2                                       | 富樫ゆかり         | 第1話ゲスト             | フジテレビ                  |
| 2007年 | オキナワ■男■逃げた                                               | 美羽               |                         | 日本テレビ                  |
| 2008年 | ホカベン                                                         | 工藤怜子           |                         | 日本テレビ                  |
| 2008年 | トップセールス                                                   | 村上多恵           | 第1話,第2話ゲスト       | NHK                         |
| 2008年 | コード・ブルー -ドクターヘリ緊急救命-                            | 三井環奈           |                         | フジテレビ                  |
| 2008年 | 流星の絆                                                         | 有明塔子           |                         | TBS                         |
| 2009年 | 就活のムスメ                                                     | 江村ナオミ         |                         | テレビ朝日                  |
| 2009年 | 銭ゲバ                                                           | 野々村祥子         |                         | 日本テレビ                  |
| 2009年 | 婚カツ!                                                          | 高倉真琴           |                         | フジテレビ                  |
| 2009年 | 世にも奇妙な物語 秋の特別編 「自殺者リサイクル法」               | カミヤ             |                         | フジテレビ                  |
| 2010年 | コード・ブルー -ドクターヘリ緊急救命-II                          | 三井環奈           |                         | フジテレビ                  |
| 2010年 | ジョーカー 許されざる捜査官                                      | 片桐冴子           |                         | フジテレビ                  |
| 2010年 | 獣医ドリトル                                                     | 平野瞳             | 第5話ゲスト             | TBS                         |
| 2011年 | 名前をなくした女神                                               | 沢田利華子         |                         | フジテレビ                  |
| 2011年 | この世界の片隅に                                                 | 北條径子           |                         | 日本テレビ                  |
| 2011年 | ビターシュガー                                                   | 江島市子           | 連続ドラマ初主演        | NHK                         |
| 2011年 | 境遇                                                             | 相田晴美           |                         | 朝日放送                    |
| 2012年 | 平清盛                                                           | 堀河局             |                         | NHK                         |
| 2012年 | 恋愛ニート〜忘れた恋のはじめ方                                   | 相沢菜々子         |                         | TBS                         |
| 2015年 | まれ                                                             | 池畑輪子           | 横浜編（第7週 - ）      | NHK                         |
| 2015年 | 磁石男2015                                                       | 大島マリ子         |                         | 日本テレビ                  |
| 2016年 | ラヴソング                                                       | 水原亜矢           | 第3話 -                 | フジテレビ                  |
| 2016年 | 家売るオンナ                                                     | 土方弥生           | 第1話ゲスト             | 日本テレビ                  |
| 2017年 | コード・ブルー -ドクターヘリ緊急救命-Ⅲ                           | 三井環奈           |                         | フジテレビ                  |
| 2017年 | 刑事ゆがみ                                                       | 近江絵理子         | 第7話ゲスト             | フジテレビ                  |
| 2017年 | コウノドリ                                                       | 辻明代             | 第10話ゲスト            | TBS                         |
| 2018年 | 島耕作シリーズ35周年企画『部長 風花凜子の恋』 会長 島耕作 特別編 | 風花凜子           |                         | 読売テレビ・ 日本テレビ系   |
| 2018年 | ドクターY 外科医・加治秀樹〜遥かなる総裁選〜                     | 富士宮小百合       |                         | auビデオパス・ テレ朝動画   |
| 2018年 | 犬神家の一族                                                     | 犬神梅子           |                         | フジテレビ                  |
| 2019年 | わたし旦那をシェアしてた                                         | 小椋加奈子         |                         | 日本テレビ                  |
| 2019年 | 特集ドラマ 『黒蜥蜴-BLACK LIZARD-』                              | 黒蜥蜴（緑川婦人） |                         | NHK BSプレミアム / NHK BS4K |
| 2020年 | MIU404                                                           | ジュリ             | 第7話ゲスト             | TBS                         |
| 2020年 | DIVER-特殊潜入班-                                                | 阿久津洋子         |                         | 関西テレビ・ フジテレビ系   |
| 2021年 | バイプレイヤーズ 〜名脇役の森の100日間〜                         | りょう（本人役）   |                         | テレビ東京                  |
| 2021年 | 孤独のグルメ Season9                                             | 村井美咲           | 第1話ゲスト             | テレビ東京                  |
| 2022年 | ゴシップ#彼女が知りたい本当の○○                                  | 黄実子             |                         | フジテレビ                  |
| 2022年 | 金田一少年の事件簿                                               | 姫小路鏡花         | 第4話ゲスト             | 日本テレビ                  |
| 2022年 | ザ・タクシー飯店                                                 | 鈴原真紀           | 最終話ゲスト            | テレビ東京                  |
| 2022年 | 祈りのカルテ 研修医の謎解き診察記録                              | 桃井佐恵子         |                         | 日本テレビ                  |
| 2023年 | 王様に捧ぐ薬指                                                   | 羽田桃子           |                         | TBS                         |
| 2023年 | Tokyo Woman                                                      | 寺内加奈子         | 佐津川愛美とダブル主演  | フジテレビ                  |
| 2024年 | マイダイアリー                                                   | 恩村まいこ         | 第6話、第7話ゲスト      | 朝日放送テレビ / テレビ朝日 |
| 2025年 | イグナイト -法の無法者-                                          | 浅見涼子           |                         | TBS                         |
| 2025年 | 愛の、がっこう。                                                 | 香坂奈央           |                         | フジテレビ                  |

### 映画
| タイトル                     | 公開年 | 役名                       | 備考                                                    |
| ---------------------------- | ------ | -------------------------- | ------------------------------------------------------- |
| 双生児                       | 1999年 | 大徳寺りん                 | 高崎映画祭主演女優賞受賞                                |
| DISTANCE                     | 2001年 | 夕子                       |                                                         |
| 害虫                         | 2002年 | 北稔子                     |                                                         |
| ロックンロールミシン         | 2002年 | 椿めぐみ                   |                                                         |
| アカルイミライ               | 2003年 | 軽部                       |                                                         |
| あずみ                       | 2003年 | 襲われる母親               |                                                         |
| ALIVE-アライブ-              | 2003年 | 三枝百合華                 |                                                         |
| CASSHERN                     | 2004年 | 池上さん（東ミドリの助手） |                                                         |
| 犬と歩けば チロリとタムラ    | 2004年 | 古川美和                   |                                                         |
| カナリア                     | 2005年 | 咲樹                       |                                                         |
| FLOWERS*                     | 2005年 |                            | 特別出演                                                |
| クワイエットルームにようこそ | 2007年 | 江口                       |                                                         |
| 西の魔女が死んだ             | 2008年 | ママ                       |                                                         |
| GOEMON                       | 2009年 | 石川五右衛門の母           |                                                         |
| 死刑台のエレベーター         | 2010年 | 中井朔美                   |                                                         |
| さや侍                       | 2011年 | 三味線のお竜               |                                                         |
| ブラフマン                   | 2015年 | 語り                       | 夫のTOSHI-LOWのバンド 「BRAHMAN」のドキュメンタリー映画 |
| フード・ラック!食運          | 2020年 | 安江                       |                                                         |
| 夜明けのすべて               | 2024年 | 藤沢倫子                   |                                                         |

### テレビアニメ
- 人間交差点 第13話「分水嶺」（2003年）

### ゲーム
- カオス レギオン（2003年） ‐ シーラ・リヴィエール 役

### 吹き替え
- バズ・ライトイヤー（2022年） - アリーシャ 役[20]

### ドキュメンタリー
- ホテルの窓から（BS日テレ、2012年9月2日 - 2014年3月25日） - 語り
- ホテルの窓から〜見る知る歩く世界の街〜（BS日テレ、2014年4月3日 - 2015年9月27日） - 語り

### CM
- サントリーフーズ 「鉄骨飲料」（1989年）
  - 端役で出演。ただし、画像では確認不可能。
- 資生堂 「レシェンテ」（1994年）
- 麒麟麦酒 「キリンラガービール」（1994年）
- 明治乳業 「ブルガリアヨーグルト」（1995年）
- 日本アイ・ビー・エム 「ThinkPad」（1996年）
- ニッカウヰスキー「AT」（1996年）[21]
- コカ・コーラ 「コカ・コーラライト」（1997年）
- オリンパス光学工業「CAMEDIA C-1400XL」（1997年）
- ちふれ化粧品 （2010年）
- 江崎グリコ 「ビスコ」（2011年）
- 日本ケンタッキー・フライド・チキン「チキンサンド」（2012年）

### 舞台
- 「来来来来来」（ライライライライライ）（2009年、劇団、本谷有希子）
- 大パルコ人3 ステキロックオペラ サンバイザー兄弟（2016年11月13日 - 2016年12月4日、東京・池袋サンシャイン劇場 / 12月8日 - 12月18日、森ノ宮ピロティホール / 12月21日 - 12月23日、仙台サンプラザホール）
- 劇団☆新感線「髑髏城の七人」 Season花（2017年3月30日 - 6月12日、IHIステージアラウンド東京） - 極楽太夫 役 [22]
- 舞台「ジャンヌ・ダルク」（2023年11月28日 - 12月17日、東京建物 Brillia HALL / 12月23日 - 26日、オリックス劇場） - ヨランド・ダラゴン 役[23][24]
- 劇団☆新感線44周年興行・夏秋公演 いのうえ歌舞伎「バサラオ」（2024年7月7日 - 8月2日、博多座 / 8月12日 - 9月26日、明治座 / 10月5日 - 17日、フェスティバルホール）[25]
- COCOON PRODUCTION 2026「クワイエットルームにようこそ The Musical」（2026年1月12日 - 2月1日〈予定〉、THEATER MILANO-Za / 2月7日 - 11日〈予定〉、ロームシアター京都 メインホール / 2月22日・23日〈予定〉、岡山芸術創造劇場ハレノワ 大劇場）[26][27]

## CD

### シングル
1. HINTS OF LOVE（1996年、資生堂「レシェンテ」TVCM曲）
2. Hysteric Candy（1997年）
3. ベラドンナ（1997年、オリンパスμII TVCM曲）
4. キエテヨ（1998年、NHK-BS『真夜中の王国』水曜日オープニングテーマ）

### アルバム
1. ベラドンナ（1997年8月25日, WPC6-8370）
ベラドンナ/Hints Of Love/HIKARI/COOL・DOWN/Hysteric Candy/in the morning
2. Indigo Blue（1998年）

### ビデオクリップ
1. Elevator Films（1998年11月26日）

## 受賞歴
1997年
- 第12回ザテレビジョンドラマアカデミー賞 ベストドレッサー賞（『恋のバカンス』）[28]

2000年
- 第14回高崎映画祭 最優秀主演女優賞（『双生児』）
- 第1回ヌシャテル国際ファンタスティック映画祭 長編部門グランプリ（『双生児』）